# Spazio Schengen
     Stati membri dell'Unione europea partecipanti
     Stati membri dell'Unione europea non partecipanti ma obbligati a partecipare
     Stati membri dell'Unione europea non partecipanti
     Stati non membri dell'Unione europea partecipanti
     Stati non membri dell'Unione europea partecipanti de facto
     Stati non membri dell'Unione europea con confini aperti

Stati membri dell'Unione europea partecipanti
Stati membri dell'Unione europea non partecipanti ma obbligati a partecipare
Stati membri dell'Unione europea non partecipanti
Stati non membri dell'Unione europea partecipanti
Stati non membri dell'Unione europea partecipanti de facto
Stati non membri dell'Unione europea con confini aperti

Lo spazio Schengen (più comunemente area Schengen, zona Schengen) è un'area che comprende 29 stati europei, i quali, in base all'acquis di Schengen hanno abolito le frontiere interne. Queste sono state sostituite da un'unica frontiera esterna, dove avviene il controllo dei passeggeri; perciò, dal punto di vista dei viaggi internazionali, il territorio degli stati partecipanti rappresenta uno spazio unitario. Lo spazio Schengen è quindi un territorio in cui è garantita la libera circolazione delle persone.
Il nome deriva da quello dell'omonima cittadina, in Lussemburgo, al confine con la Francia e la Germania, dove è stato firmato l'accordo.
Allo spazio Schengen aderiscono 25 stati su 27 dell'Unione europea. Lo stato membro che ha deciso di non aderire allo spazio Schengen è l'Irlanda, in base a una clausola di opt-out. Cipro ha sottoscritto la convenzione di Schengen, ma non è ancora in vigore.
Gli stati terzi che partecipano allo spazio Schengen sono Islanda, Norvegia, Svizzera e Liechtenstein, che hanno firmato gli accordi di Schengen come membri EFTA. A questi si aggiungono il Principato di Monaco che fa parte dell'area Schengen tramite la Francia, Gibilterra tramite la Spagna e altri due (San Marino e Vaticano) che fanno parte di Schengen di fatto in concomitanza con l'entrata in vigore della convenzione di Schengen in Italia.

## Membri

### Attuali
Membri a pieno titolo, per tutti i tipi di frontiera:
| Stato                                                                         | Sottoscritto                    | Data di attuazione |
| ----------------------------------------------------------------------------- | ------------------------------- | ------------------ |
| Austria                                                                       | 28 aprile 1995                  | 1º dicembre 1997   |
| Bulgaria                                                                      | 30 dicembre 2023                | 1° gennaio 2025    |
| Belgio                                                                        | 14 giugno 1985                  | 26 marzo 1995      |
| Croazia                                                                       | 1º luglio 2013                  | 1º gennaio 2023    |
| Danimarca (esclusi i territori della Groenlandia e delle Fær Øer)             | 19 dicembre 1996                | 25 marzo 2001      |
| Estonia                                                                       | 16 aprile 2003                  | 21 dicembre 2007   |
| Finlandia                                                                     | 19 dicembre 1996                | 25 marzo 2001      |
| Francia (esclusi i territori d'oltremare e collettività d'oltremare)          | 14 giugno 1985                  | 26 marzo 1995      |
| Germania                                                                      | 14 giugno 1985                  | 26 marzo 1995      |
| Grecia                                                                        | 6 novembre 1992                 | 1º gennaio 2000    |
| Islanda                                                                       | 19 dicembre 1996 18 maggio 1999 | 25 marzo 2001      |
| Italia                                                                        | 27 novembre 1990                | 26 ottobre 1997    |
| Lettonia                                                                      | 16 aprile 2003                  | 21 dicembre 2007   |
| Liechtenstein                                                                 | 28 febbraio 2008                | 19 dicembre 2011   |
| Lituania                                                                      | 16 aprile 2003                  | 21 dicembre 2007   |
| Lussemburgo                                                                   | 14 giugno 1985                  | 26 marzo 1995      |
| Malta                                                                         | 16 aprile 2003                  | 21 dicembre 2007   |
| Norvegia (escluse le Isole Svalbard)                                          | 19 dicembre 1996 18 maggio 1999 | 25 marzo 2001      |
| Paesi Bassi (esclusi i territori di Aruba, Curaçao, Sint Maarten e caraibici) | 14 giugno 1985                  | 26 marzo 1995      |
| Polonia                                                                       | 16 aprile 2003                  | 21 dicembre 2007   |
| Portogallo                                                                    | 25 giugno 1991                  | 26 marzo 1995      |
| Rep. Ceca                                                                     | 16 aprile 2003                  | 21 dicembre 2007   |
| Romania                                                                       | 30 dicembre 2023                | 1º gennaio 2025    |
| Slovacchia                                                                    | 16 aprile 2003                  | 21 dicembre 2007   |
| Slovenia                                                                      | 16 aprile 2003                  | 21 dicembre 2007   |
| Spagna (con disposizioni speciali per Ceuta e Melilla)                        | 25 giugno 1991                  | 26 marzo 1995      |
| Svezia                                                                        | 19 dicembre 1996                | 25 marzo 2001      |
| Svizzera                                                                      | 26 ottobre 2004                 | 12 dicembre 2008   |
| Ungheria                                                                      | 16 aprile 2003                  | 21 dicembre 2007   |
| Europa                                                                        | 14 giugno 1985                  | 26 marzo 1995      |

Stati che non sono membri dell'area Schengen ma hanno le frontiere aperte con l'area:
| Stato              | Confini con stato Schengen |
| ------------------ | -------------------------- |
| Andorra            | Francia Spagna             |
| Monaco             | Francia                    |
| San Marino         | Italia                     |
| Città del Vaticano | Italia                     |

### Eccezioni
I seguenti territori dei paesi membri non sono coperti dall'accordo:
- Francia: Guadalupa, Martinica, Guyana francese, Riunione, Mayotte, Saint-Barthélemy, Saint-Martin, Nuova Caledonia, Polinesia Francese, Saint-Pierre e Miquelon, Wallis e Futuna, le TAAF;
- Paesi Bassi: Curaçao, Aruba, Sint Maarten e le Isole BES;[33]
- Germania: l'arcipelago di Helgoland (tuttavia non vi è alcun controllo doganale);
- Norvegia: le isole Svalbard;
- Danimarca: la Groenlandia e le isole Fær Øer. Queste, benché formalmente escluse dalla zona Schengen, in pratica ne sono integrate. Infatti, nell'accordo di associazione con la Danimarca è stato negoziato che non siano assoggettati a controlli alle frontiere le persone che viaggiano tra le isole Fær Øer e la Groenlandia da una parte, e gli Stati membri di Schengen dall'altra. I tradizionali accordi di libera circolazione delle persone, dei servizi, e dei capitali, non sono applicabili su questi due territori.
- Grecia: previste condizioni particolari per Monte Athos[34], per rispetto della organizzazione religiosa lì riconosciuta[35].

## Regolazione delle frontiere interne

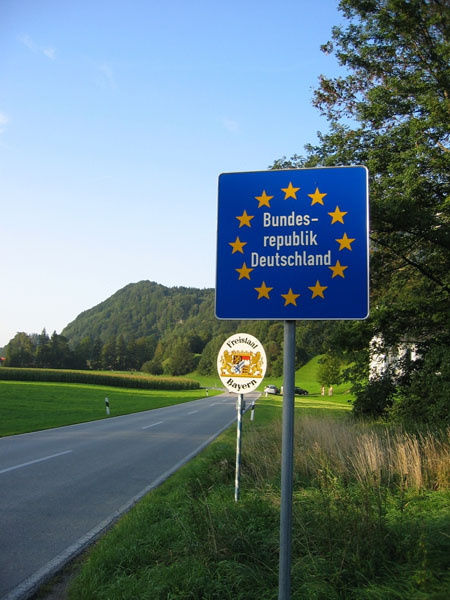
Un tipico passaggio di frontiera Schengen non ha posto di controllo alle frontiere e solo un cartello comune UE-Stato con il nome del paese che viene attraversato, come qui tra Germania e Austria. Il cartello più grande blu annuncia l'ingresso nella Repubblica Federale di Germania in tedesco, il più piccolo cartello bianco annuncia l'ingresso nello stato tedesco della Baviera.

### Controlli interni
L'Unione europea costituisce una Unione doganale e una Area dell'imposta sul valore aggiunto. Tuttavia, non tutti gli Stati Schengen o tutto il territorio degli Stati Schengen fanno parte dell'unione doganale o dell'area IVA. Alcuni paesi pertanto effettuano legalmente controlli doganali mirati a merci illegali, come la droga.
I controlli di sicurezza possono essere effettuati legalmente nei porti e negli aeroporti. Inoltre, è possibile effettuare controlli di polizia se:
- non hanno il controllo di frontiera come obiettivo;
- si basano su informazioni ed esperienze di polizia generali riguardanti possibili minacce alla sicurezza pubblica e mirano, in particolare, a combattere la criminalità transnazionale;
- sono concepiti ed eseguiti in modo chiaramente distinto dai controlli sistematici sulle persone alle frontiere esterne;
- sono effettuati sulla base di controlli a campione.

### Controlli temporanei alle frontiere
Nel 2019, la Danimarca ha istituito controlli ai suoi confini con la Svezia a causa di gravi attacchi perpetrati da cittadini svedesi. Inizialmente, i controlli anti-terrore svedesi erano previsti per sei mesi.
Nel mese di settembre 2023, la Francia rinforza il confine con l'Italia (Ventimiglia) con reparti antiterrorismo e elicotteri, ripristinando parzialmente i controlli in risposta all'aumento dell'ondata immigratoria verso l'Italia con lo scopo di impedire eventuali ingressi illegali di migranti nel paese dall'Italia.
Questa decisione ha portato a critiche sia da parte dell'Italia sia da parte dell'unione europea, aumentando le tensioni tra Italia e Francia.
La decisione di blindare il confine è stata bocciata dalla corte di giustizia europea in questo violerebbe la direttiva "rimpatri"

## Regolazione delle frontiere esterne

### Visto Schengen
Area Schengen
     Altri membri dell'UE e territori dei paesi Schengen al di fuori dello spazio Schengen con libertà di movimento nello spazio Schengen
     Accesso senza visti agli Stati Schengen per 90 giorni in un periodo di 180 giorni, anche se alcuni cittadini di cui all'allegato II possono godere di un accesso senza visto più lungo in alcune circostanze (EC 539/2001 Annex II)
     Visto richiesto per entrare negli stati Schengen (EC 539/2001 Annex I)
     Visto richiesto per il transito attraverso gli stati Schengen (EC 810/2009 Annex IV)

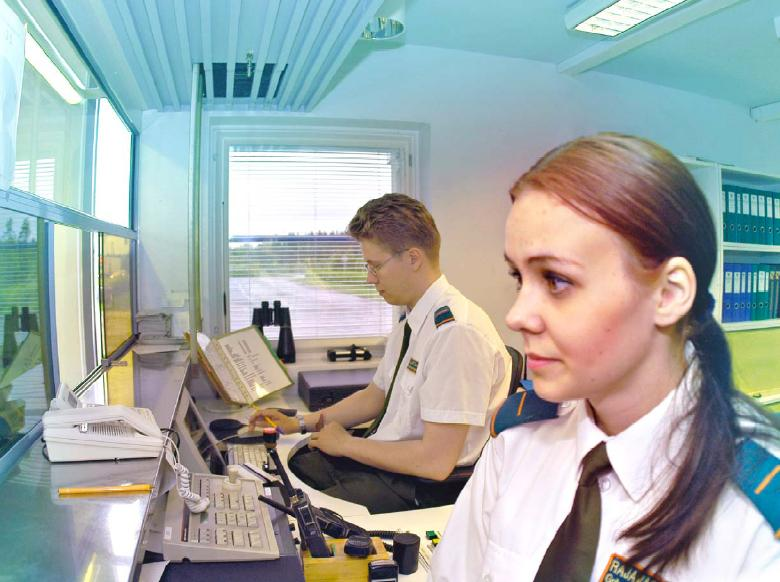
Controllo dei passaporti a una frontiera esterna Schengen in Finlandia

Visti necessari per il transito nell'area Schengen:
Area Schengen
Altri membri dell'UE e territori dei paesi Schengen al di fuori dello spazio Schengen con libertà di movimento nello spazio Schengen
Accesso senza visti agli Stati Schengen per 90 giorni in un periodo di 180 giorni, anche se alcuni cittadini di cui all'allegato II possono godere di un accesso senza visto più lungo in alcune circostanze (EC 539/2001 Annex II)
Visto richiesto per entrare negli stati Schengen (EC 539/2001 Annex I)
Visto richiesto per il transito attraverso gli stati Schengen (EC 810/2009 Annex IV)

Il visto Schengen permette di viaggiare nello spazio Schengen liberamente. Ottenuto il visto da uno dei paesi aderenti, con lo stesso visto è possibile visitare anche gli altri paesi dello spazio Schengen, entro i limiti e la validità del visto stesso.
Ai controlli aeroportuali o ai confini terrestri, le autorità dei singoli stati potrebbero comunque chiedere documenti giustificativi a chi esibisce un visto Schengen emesso da un altro paese, o di dimostrare mezzi finanziari sufficienti a sostenere le spese di viaggio.
I cittadini dei paesi Schengen non hanno bisogno di visto per viaggiare nei paesi dell'area Schengen; come documento di viaggio è sufficiente la carta d'identità, purché valida per l'espatrio. I cittadini "extra-Schengen" con permesso di soggiorno in uno dei paesi dell'area non hanno bisogno del visto (possono viaggiare con passaporto e permesso di soggiorno). I cittadini di alcuni paesi extra-Schengen possono rimanere nei paesi dell'area Schengen per 90 giorni senza visto per turismo o affari. I cittadini di tutti gli altri paesi al di fuori dell'Accordo di Schengen invece hanno bisogno di un visto per visitare i paesi dell'area Schengen, per qualsiasi motivo di viaggio.
La domanda per il visto va presentata nel paese del richiedente oppure presso un Consolato del paese Schengen che verrà visitato.
Se il richiedente vuole visitare più paesi europei nello stesso viaggio deve richiedere il visto presso i consolati del paese che sarà la meta principale del viaggio. Se non c'è una meta principale deve richiedere il visto ai consolati del primo paese Schengen che visiterà. Se invece il richiedente risiede in un paese diverso da quello di cui ha la cittadinanza, deve richiedere il visto nel paese di residenza. Non necessitano di alcun visto coloro che risiedono legalmente in uno dei paesi dell'area Schengen e che sono in possesso di un permesso di soggiorno. Possono viaggiare liberamente nell'area Schengen muniti di passaporto e di permesso di soggiorno di uno dei paesi che ne fanno parte. Il richiedente deve presentare personalmente la domanda per il visto Schengen e se gli verrà richiesto dovrà sostenere un'intervista per spiegare i motivi per i quali richiede il visto. Anche i documenti da presentare dipendono dalle ragioni del viaggio.
Ogni consolato potrebbe richiedere documenti aggiuntivi.